# كريس هووك
كريس هووك (بالإنجليزية: Chris Hook)‏ هو لاعب كرة قاعدة أمريكي، ولد في 4 أغسطس 1968 في سان دييغو في الولايات المتحدة.

## وصلات خارجية
- كريس هووك على موقعبيزبول رفرنس.كوم (الدوري الرئيسي) (الإنجليزية)